# Huracà Dolly (2008)
L'Huracà Dolly va ser un cicló tropical que va recalar a l'extrem sud de Texas el juliol de 2008. Dolly va ser el quart cicló tropical i el segon huracà que es va formar durant la temporada d'huracans de l'Atlàntic de 2008. Va ser el primer huracà que va recalar a les costes dels Estats Units durant aquella temporada. Dolly es va desenvolupar el 20 de juliol a partir d'una pertorbació associada amb una ona tropical forta. La tempesta va ser classificada directament com tempesta tropical Dolly, sense passar per la fase de depressió tropical, car les ràfegues de vent de l'ona precursora ja equivalien a les d'una tempesta tropical. Aquest cicló va convertir la temporada 2008 en la més primerenca de formar-se un quart cicló anomenat, rècord que havia mantingut la temporada 2005 fins aquell moment.